# I. e. 448
Évszázadok: i. e. 6. század – i. e. 5. század – i. e. 4. század
Évtizedek: i. e. 490-es évek – i. e. 480-as évek – i. e. 470-es évek – i. e. 460-as évek – i. e. 450-es évek – i. e. 440-es évek – i. e. 430-as évek – i. e. 420-as évek – i. e. 410-es évek – i. e. 400-as évek – i. e. 390-es évek
Évek: i. e. 453 – i. e. 452 – i. e. 451 – i. e. 450 –  i. e. 449 – i. e. 448 – i. e. 447 – i. e. 446 – i. e. 445 – i. e. 444 – i. e. 443

## Események
- Római consulok: Lars (vagy Sp.) Heminius Coritinesanus és T. Verginius Tricostus Caelimontanus
- Spárta kiűzi a phókisziakat Delphoiból, jóslatkérés előjogát pedig felvési a szentély bejáratnál levő farkasszobor homlokára. A spártaiak távozását követően Periklész vezetésével Athén visszaszerzi Delphoit Phókisznak, saját előjogát pedig a farkasszobor oldalán rögzíti.
- Kalliasz-féle béke a görögök és perzsák között: Perzsia (I. Artaxerxész király) elismeri a kisázsiai görög városok függetlenségét, lemond az Égei-tenger, a Hellészpontosz és a Boszporusz fölött hegemóniáról. Ezzel véget érnek a görög–perzsa háborúk.